# Imperiul furnicilor (film)

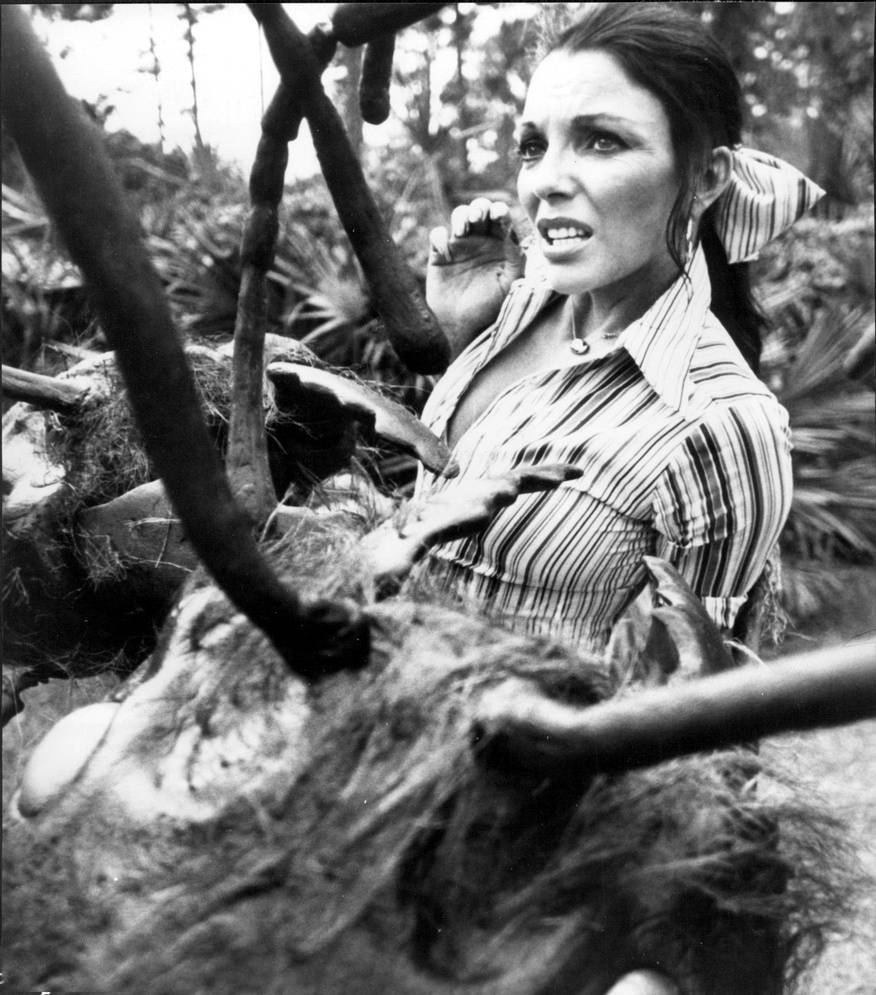
Joan Collins în Empire of the Ants

Imperiul furnicilor (titlu original: Empire of the Ants) este un film american din 1977 regizat de Bert I. Gordon. Rolurile principale au fost interpretate de actorii Joan Collins, Robert Lansing și John Carson.
Este foarte vag bazat pe povestirea „Imperiul furnicilor” („Empire of the Ants”)  de  H. G. Wells.

## Prezentare
După o scurgere radioactivă furnicile devin mutanți giganți și atacă turiștii de pe o insulă izolată.

## Distribuție
- Joan Collins - Marilyn Fryser
- Robert Lansing - Dan Stokely
- John David Carson - Joe Morrison
- Albert Salmi - Sheriff Art Kincade
- Jacqueline Scott - Margaret Ellis
- Pamela Susan Shoop (ca Pamela Shoop) - Coreen Bradford
- Robert Pine - Larry Graham
- Edward Power - Charlie Pearson
- Brooke Palance - Christine Graham
- Tom Fadden (în ultimul său rol) - Sam Russell
- Harry Holcombe - Harry Thompson
- Irene Tedrow - Velma Thompson

## Producție
Filmările au avut loc în Everglades și St Lucie și Martin Counties în Florida în vara anului 1976.

## Primire
A avut încasări de  2,5 milioane $.